# はなまるうどん

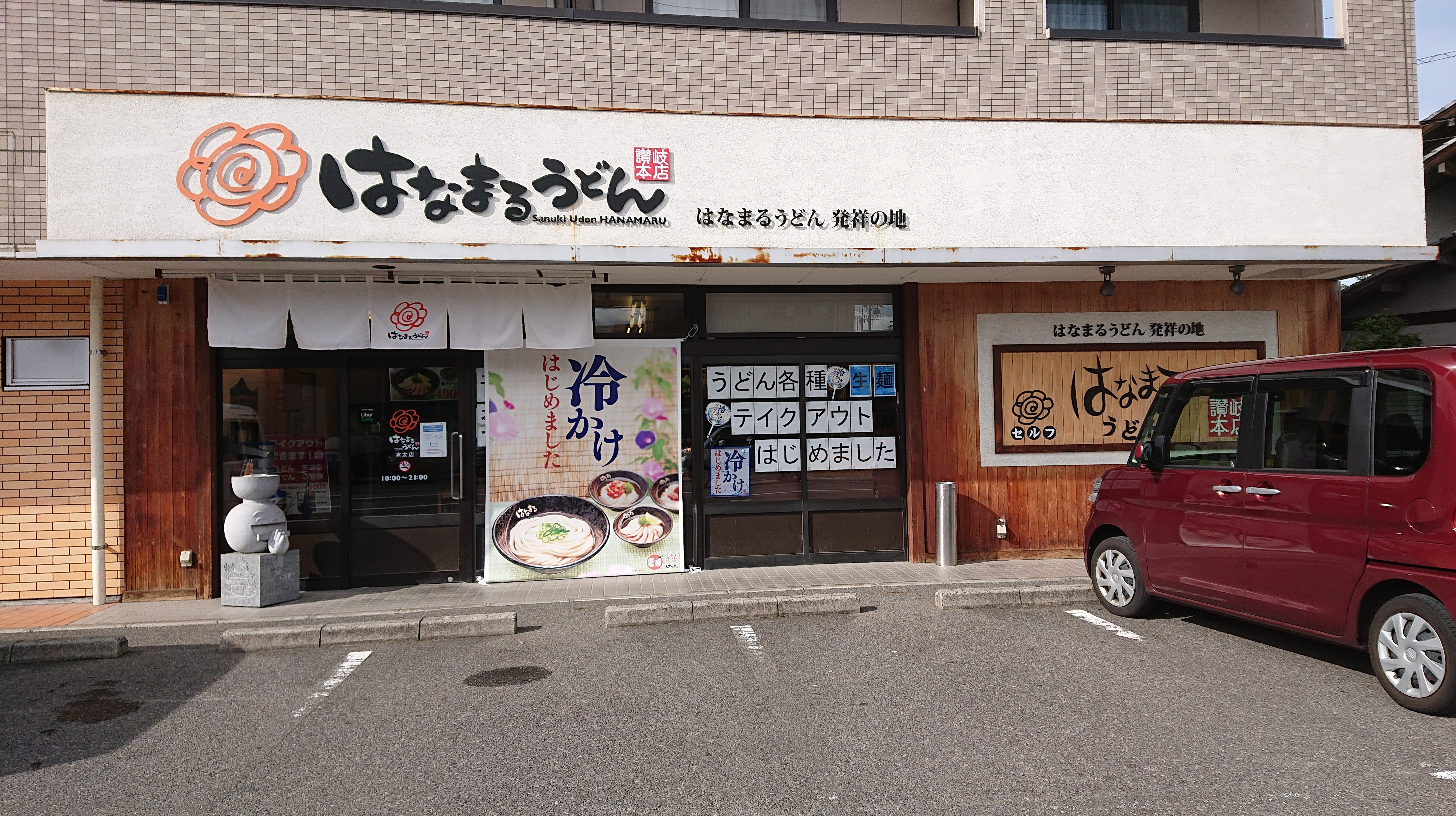
創業店舗の木太店。「はなまるうどん発祥の地」の看板を掲げる（高松市木太町3区、旧長尾街道沿い）。
店舗脇に掲げた書体の異なる「はなまるうどん」の看板は創業当時のものを再現したもの。ただしオリジナルの看板は「讃岐本店」の部分が「自家製麺」になっていた（レイアウト色彩と書体は同じ）。

はなまるうどんは、香川県高松市に本社を置く株式会社はなまるが展開するセルフ式讃岐うどんのチェーン店。吉野家グループに属する。本項では運営会社である株式会社はなまるについても記述する。
讃岐うどんの本場である香川県高松市で創業。公式ウェブサイトでは「讃岐生まれのはなまるうどん」「はなまるの創業は、正真正銘の香川県高松市。うどんの本場讃岐で生まれ、讃岐で育った、本物の『讃岐うどん』です」とアピールしている。創業以来、香川県高松市に本社を置いていたが、2005年7月に当時の東京本部に本社を移転した。その後創業25年を迎えるのを機に、2025年1月に再び高松市へ移転した。
社名は創業者の前田英仁が幼少時に「はなまる」を貰えなかったことから、「お客様からはなまるを頂きたい」という思いから採用した。静岡県東部地方を中心に出店している「惣菜屋 はなまる」などを運営する株式会社はなまるフードサービス（本社：静岡県沼津市）とは無関係である。

## 概要
アパレル卸売業の株式会社エイジェンスの前田英仁が2000年5月にうどん店を出店。その後、エイジェンスが入居するビルの所有者であるリサイクル業の株式会社フォー・ユーの100%出資子会社ジャンクションとの共同出資（出資比率60：40）で2001年11月に香川県高松市に法人として会社設立された。
2004年に吉野家ディー・アンド・シー（現：吉野家ホールディングス）と資本・業務提携を行い関連会社（33.4%出資）となり、2006年5月には子会社（51%出資）に、2012年12月には完全子会社となっている。
創業時は「かけ」が100円（税抜）であった。2019年3月19日の料金改定の際に税抜130円から値上げ。その後、2020年5月26日の料金改定により税抜150円から再値上げを発表。2021年3月24日以降は税込価格に再改定された。
2000年代にはデフレスパイラルに陥った不況と讃岐うどんブームを味方に付けて躍進した。2009年に地方の高速道路料金を上限1000円とする施策が実施されたことも追い風となった。
最初に出汁をかけたうどんを渡し、それに天ぷらやネギなどのトッピングなどを自分でのせていく「セルフうどん」システムを導入。近年は逆に、最初にトレーを取り、天ぷらなどのトッピングやおにぎりなどをセルフで皿に取り、カウンター内の店員にうどんのオーダーを告げて調理したうどんを受け取り、最後にレジ係が会計し、調味料コーナーでネギなど乗せるというシステムを採用している。揚げ物やおにぎりのほか、野菜の煮物などのサイドメニュー（税込100円）も用意されている。讃岐うどん店に多いおでんもサイドメニューとして提供する。
うどんの麺は自社工場で生麺を生産しており、1玉にレタス1個分の食物繊維を含む「はなまる食物繊維麺」に変更しヘルシー志向に対応している。だしは、瀬戸内海産の煮干しを中心に、ウルメイワシ節、サバ節などで作っただしに、香川県産しょう油をブレンドしたものである。店舗で購入できる「はなまる醤油」は、モンドセレクション最高金賞を4年連続（2008年、2009年、2010年、2011年）で受賞した。同様に店舗で購入できる「はなまるつけだし」と「はなまるかけだし」もモンドセレクション最高金賞を受賞しており、「はなまるつけだし」は3年連続受賞（2009年、2010年、2011年）、「はなまるかけだし」は2年連続受賞（2010年、2011年）している。
売上は2018年に約270億円を記録し、1位の丸亀製麺の約904億円に次ぎ讃岐うどん店業界2位。
2019年6月にはキャッシュレス決済を導入。
吉野家グループのスケールメリットを活かし、一部店舗ではグループ企業の吉野家の牛丼を扱う「はなまる×吉野家コラボ店舗」として展開している。あくまではなまるうどんの店舗のため、通常の吉野家店舗で販売している定食類は販売していない。また、決済方法もはなまるうどんに準じている。2021年1月19日からは吉野家ホールディングス傘下の唐揚げ専門店「鶏千」（本店：東京都世田谷区）の唐揚げを全国の店舗で販売開始した。唐揚げは天ぷらと同様に1個単位で販売し、店内で食べることもできる。また「鶏千」の唐揚げを使用した定食もメニューに加わった。
2025年より原点回帰を目指し、讃岐うどん文化の魅力を発信する「おいでまい！さぬきプロジェクト」を開始。その一環として、同年1月1日付で本社を創業地である高松市に移転したのをはじめ、1号店の木太店など香川県内の5店舗を改装し、非セルフサービスの店舗やうどんの手打ちが体験できる店舗、居酒屋業態など各店舗に個性を持たせる。また県内の店舗で県が普及に力を入れる讃岐うどん用小麦粉「さぬきの夢」を採用するほか、県産品を使用したメニューの開発にも取り組むことにしている。

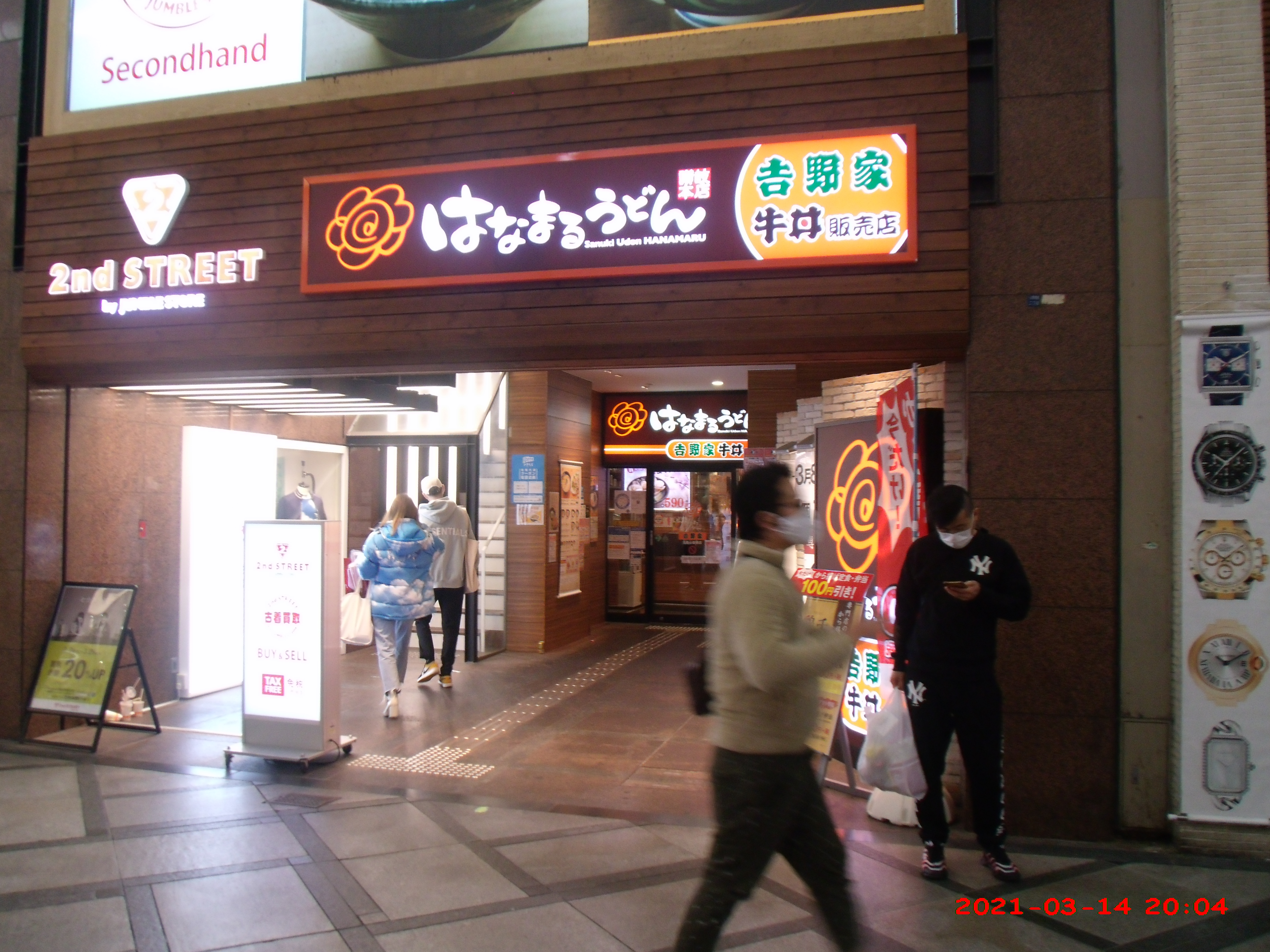
吉野家×はなまるうどん心斎橋店 吉野家とのコラボ店舗（2021年3月）
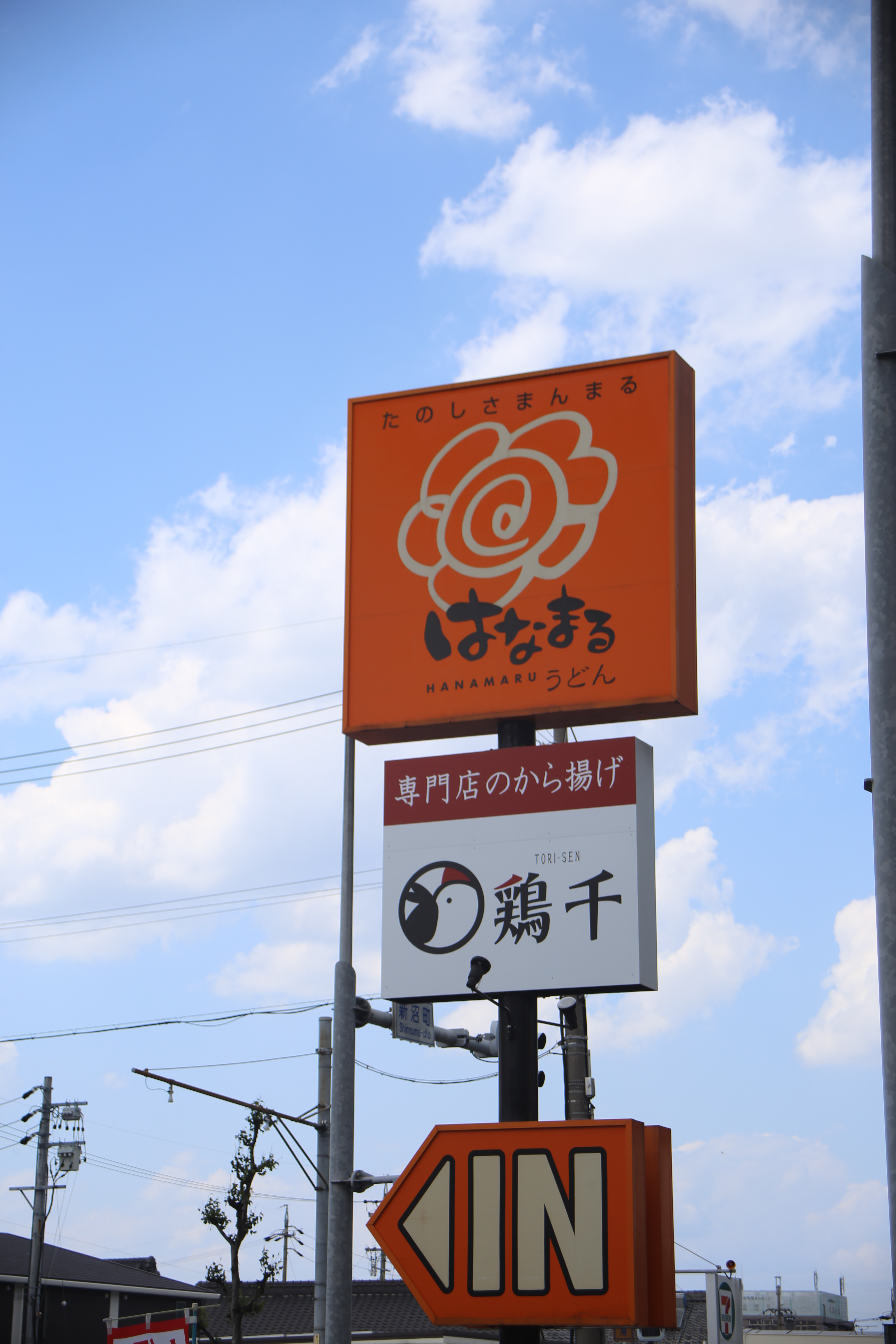
唐揚げ専門店「鶏千」とのコラボ店舗（2021年5月）

## 沿革
- 2000年（平成12年）5月 - 創業店舗「はなまるうどん」木太店を香川県高松市に開店[1]。
- 2001年（平成13年）11月 - 株式会社エイジェンスと株式会社ジャンクションの共同出資で株式会社はなまるを設立。
- 2002年（平成14年）
  - 4月 - 香川県外へ初出店[1]。「はなまるうどん倉敷児島店」を岡山県倉敷市に開店[1]。店舗敷地は自動車ディーラーの跡地であった。
  - 5月 -「はなまるうどん」のフランチャイズ事業を開始[1]。
  - 9月 - 東京都へ初出店[1]。「はなまるうどん渋谷公園通り店」を東京都渋谷区の渋谷公園通りに開店[1]。株式会社ジャンクションが店舗契約したFC店である。
  - 9月 - 東京都中央区に東京事務所を開設[1]。
  - 9月 - ジャンクションとの提携を解消[16]。
  - 12月 - 香川県高松市に高松工場が稼動開始[1]。
- 2003年（平成15年）
  - 4月 - 千葉県佐倉市に千葉工場が稼動開始[1]。
  - 4月 - 50店舗出店を達成[1]。
  - 5月 - 東京事務所を東京都中央区内で移転し、東京本部に改称[1]。
  - 8月 - 100店舗出店を達成[1]。
  - 12月 - 150店舗出店を達成[1]。
- 2004年（平成16年）
  - 6月 - 株式会社吉野家ディー・アンド・シー（現：株式会社吉野家ホールディングス）と資本業務提携を締結[1]。
  - 7月 - 静岡県御殿場市に静岡工場が稼動開始[1]。
  - 7月 - 登記上の本店を、香川県高松市伏石町796番地1から、東京都中央区銀座三丁目15番10号（東京本部所在地）へ移転[1]。
- 2006年（平成18年）5月 - 株式会社吉野家ディー・アンド・シーの連結子会社となる[1]。
- 2007年（平成19年）
  - 6月 - 沖縄県浦添市に沖縄工場が稼動開始[1]。
  - 10月 - 200店舗出店を達成[1]。
- 2008年（平成20年）11月 - 250店舗突破[1]。
- 2009年（平成21年）7月 - 海外子会社として、中国・上海市に花丸餐飲管理（上海）有限公司を設立[1]。
- 2010年（平成22年）5月 - 海外初出店。実験店として「花丸烏冬 世博店」を上海万博会場内に出店（同年10月までの会期間限定）[1]。
- 2011年（平成23年）
  - 1月 - 中国・上海市の商業施設「美羅城」に海外1号店「花丸烏冬面 上海美羅城五番街店」を開店[1]。
  - 3月 - 300店舗出店を達成[1]。
  - 5月 中国・成都市の商業施設「伊藤洋華堂」に「花丸烏冬面 双楠店」を開店。
  - 8月 中国・成都市の商業施設「伊藤洋華堂」に「花丸烏冬面 錦華店」を開店。
- 2012年（平成24年）12月 株式会社吉野家ホールディングスの完全子会社となる。
- 2015年（平成27年）
  - 4月	- マレーシア1号店としてクアラルンプールに「ミッドバレー・メガモール店」を開店[1]。
  - 5月 - 350店舗出店を達成[1]。
- 2016年（平成28年）
  - 1月 本店を東京都中央区日本橋箱崎町へ移転[1]。
  - 5月 - 北海道札幌市に北海道工場が稼働開始[1]。
- 2018年
  - 2月 - 450店舗出店を達成[1]。
  - 9月27日 - 会社分割により「株式会社はなまる準備会社」に事業承継。「株式会社はなまる準備会社」を「株式会社はなまる」へ、旧「株式会社はなまる」を「株式会社はなまる分割会社」へ、それぞれ商号変更[17]。
- 2019年
  - 2月1日　吉野家ホールディングスが「はなまる分割会社」を吸収合併[18]。
  - 4月 - 500店舗出店を達成[1]。
  - 6月 - キャッシュレス決済を導入。交通系ICカード、ストア系電子決済[注釈 5]、一部のモバイル決済サービス[注釈 6]に対応する[19]。
  - 7月 - 楽天Payを導入、楽天グループとの連携を強める[20]。
- 2020年
  - 5月26日　料金改定を実施。小サイズを150円から220円に値上げ[21]。
- 2021年
  - 1月19日 - 全国の店舗で、吉野家ホールディングス傘下の唐揚げ専門店「鶏千」とのコラボレーションを開始[15]。
  - 3月24日 - 会計が内税方式になり、かけ（小）が税込み240円となる[11]。
  - 10月21日 - 全国の店舗で楽天ポイントカードを導入[20]。
- 2024年12月19日 - クレジットカード[注釈 7]による決済に対応[22]。
- 2025年
  - 1月1日 - 登記上の本店を、東京都中央区銀座三丁目15番10号から⾹川県高松市田町14番地5へ移転[5]。

## 工場
工場（販売地域の気候）ごとに小麦粉、水、塩の配合が異なっている。
- 北海道工場：〒007-0809 北海道札幌市東区東苗穂9条2丁目15-26
- 高松工場：〒761-8058 香川県高松市勅使町1219-4
- 千葉工場：〒285-0855 千葉県佐倉市井野1460-1
- 静岡工場：〒412-0047 静岡県御殿場市神場3-2
- 沖縄工場：〒901-2227 沖縄県宜野湾市字宇地泊549 1F

## 店舗
全国の各店舗に関しては店舗のご案内（公式サイト）を参照。佐賀県・宮崎県の各県には未出店、宮崎県は過去に出店したことがあるが、諸事情により撤退した。
特徴的な店舗としては、2019年3月に出店した那覇空港店では、店名看板が那覇にちなみ「なはまるうどん」となっている。オープン時に社員から提案があり、社長の了承も得た上で変更したもの。積極的な告知はしていなかったが、2021年8月にインターネットで話題となった。同社によれば、このような店名変更を行っているのは那覇空港店のみである。

### サービス
食のサブスクリプション型サービスの先駆けと言える「定期券」を期間限定で断続的に発売している。

### うどん定期券
2006年春には、1か月105円割引（=かけ小が無料）となる「うどん定期券」を500円で販売していた。この「うどん定期券」は発行店舗で1日1回のみ利用可能で、期間限定であり更新はできない。かけうどん（小）を無料で食べられることが大好評となり、2007年以降も4月頃に発売された。2008年10月にはショッピングセンター店舗限定で、2か月のうどん定期券を500円で販売。2009年も9月に販売開始した。
2005年11月に首都圏の一部店舗で実験的に販売した1か月1,000円の「うどん定期券」は指紋認証技術を使って紙の定期券を持ち歩かずに利用でき、1時間の間隔をあければ何回でも利用可能であった。この生体認証型定期券は以降は発売されていない。
2010年4月7日から、全国の店舗（一部店舗を除く）で定期券を一斉発売。今回は従来の定期券とは異なり、発行店以外でも全国の店舗（一部を除く）で105円割引のサービスを受けることができた。枚数限定で同年4月16日まで販売、同年5月15日まで使用できた。価格は500円と前回までの定期券と同じであった。

### 天ぷら定期券

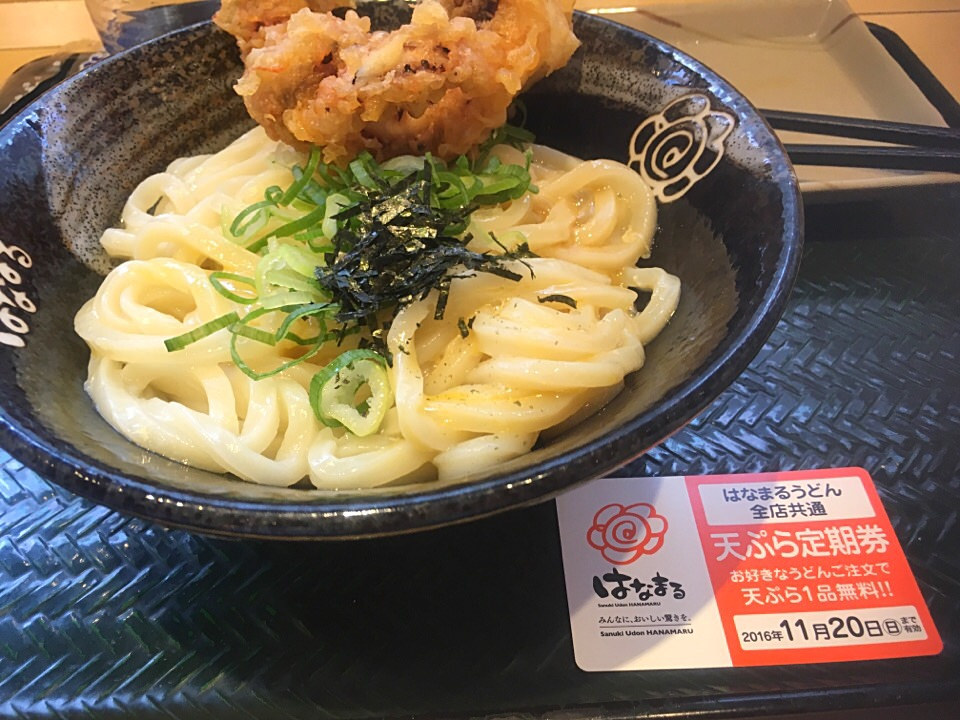
天ぷら定期券（2016年版）

2015年4月6日（月）から「ヘルシー天ぷら定期券」として各店先着300名限定、1枚300円で販売された。2007年から2010年に実施された「うどん定期券」の実質的なリニューアルとして登場したものである。4月6日から5月14日までの期間に定期券を提示して単品300円以上のうどんを注文すれば、新発売のヘルシー天ぷら（いか天、ちくわ磯辺揚げ、さつまいも天、れんこん天、えび天、とり天、ヘルシーかき揚げ、げそ天）のいずれか1つが無料で食べられる定期券となった。「定期券1枚で何人でもご利用いただけます」とされており、1枚の定期券で複数人の天ぷらを無料にすることも可能であった。
引き続き2016年にも「天ぷら定期券」として1枚300円で発売されたほか、抽選でプレミアム定期券が当たるキャンペーンも行っていた。2017年以降の定期券システムは「はしご定期券」へと引き継がれるが、2020年春季に再びはなまるうどん単独企画となる「春の天ぷら定期券」が発売された。
2020年3月19日より、はなまるうどん単社使用の「春の天ぷら定期券」を1枚300円で発売。単品290円（税抜）以上のうどん1杯を注文するごとに天ぷら1品を無料で食べられる定期券となった。利用期間は当初は同年4月1日から5月6日までとしていたが、前年より続いていた新型コロナウイルス感染症の流行の影響により、利用可能期間は各地域・各店舗の事情に鑑みて対応することとし、地域あるいは店舗単位で使用期間を最小で5月31日まで、最大で6月30日まで延長する判断が取られた。

### はしご定期券
2017年9月、吉野家との合同定期券として「はしご定期券」が1枚300円にて発売された。9月15日から10月23日までの期間に定期券を提示すれば、はなまるうどんでうどん1杯注文ごとに天ぷらが1品無料になるほか、吉野家にて丼・定食・皿・カレーが80円引となった。
吉野家との合同定期券は2018年4月と2019年4月にも発売され、2019年春の定期券は、はなまるうどんの割引がうどん1杯につき天ぷら100円引きに変更された。

### 3社コラボ定期券
2018年8月、吉野家に加えすかいらーくグループのガストがコラボレーションに参加し「3社合同定期券」が発売された。9月10日から10月21日までの期間中に定期券を提示すれば、はなまるうどんにてうどん1杯注文ごとに天ぷらが1品無料、吉野家にて丼・定食・皿・カレーが80円引、ガストでは10時30分以降の会計から100円引きとなった。

### 店舗ギャラリー

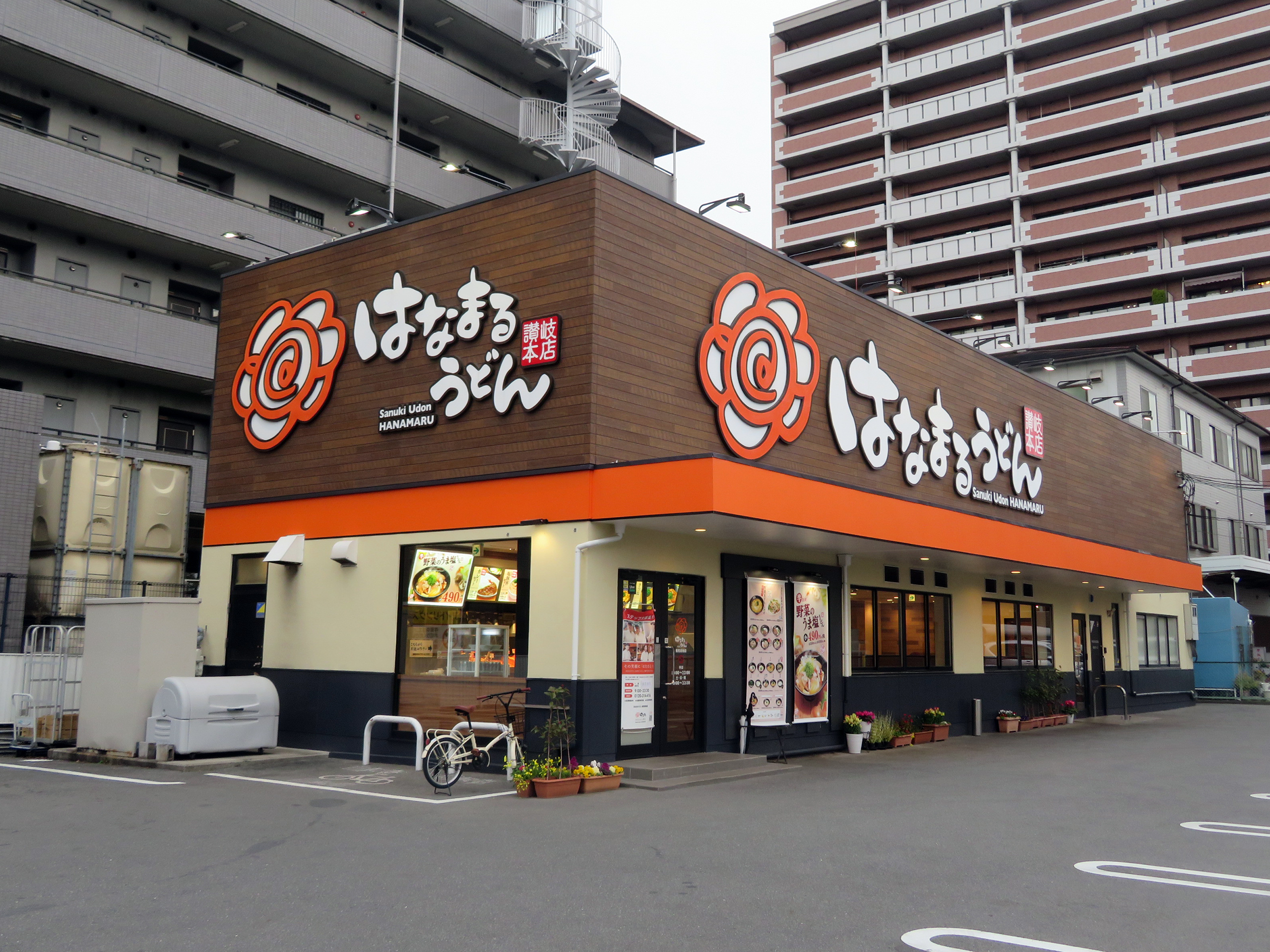
鶴見緑地店（大阪市） 現行の店舗デザイン。
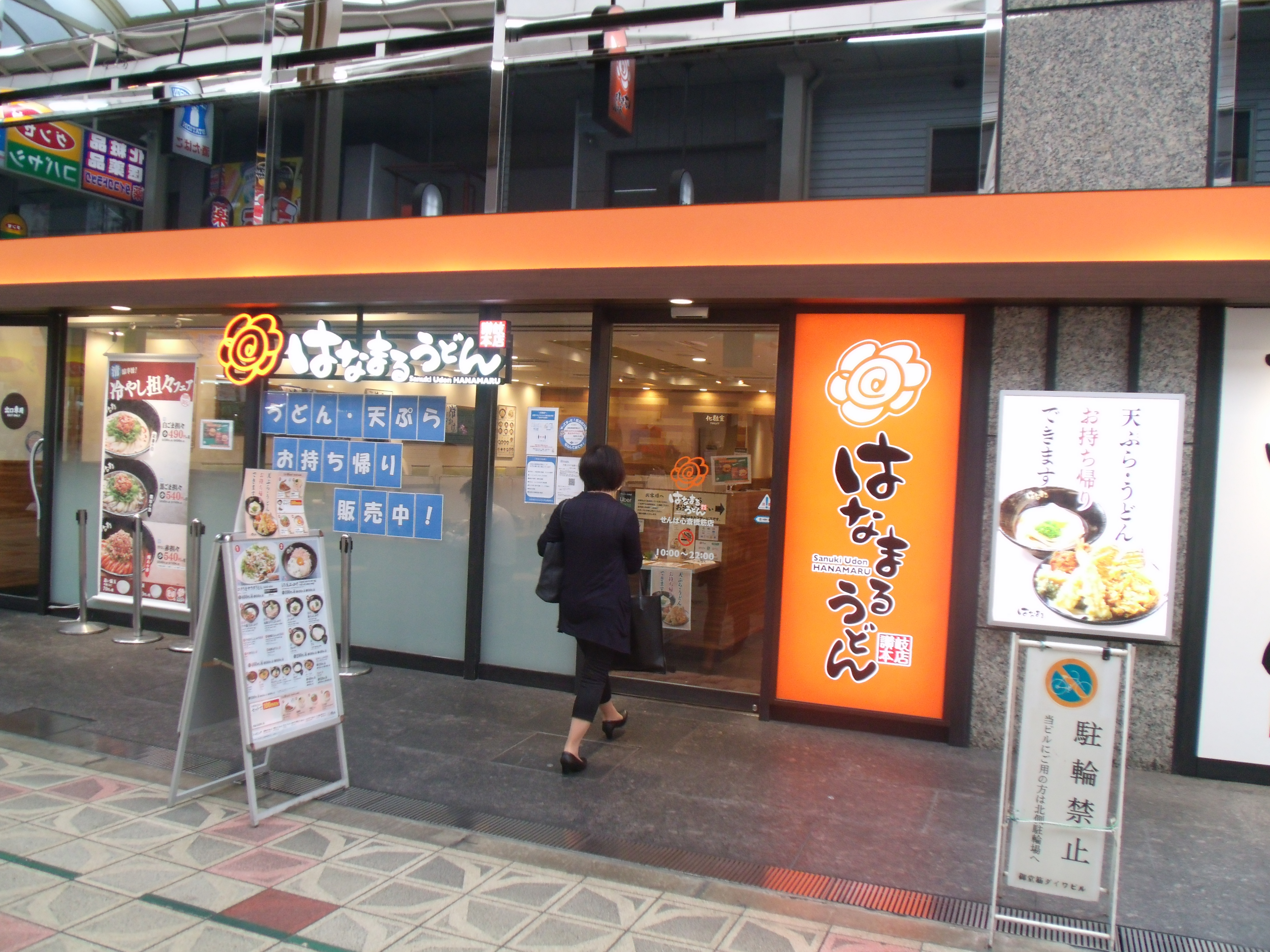
船場心斎橋店（大阪市） ビルイン型店舗の例。
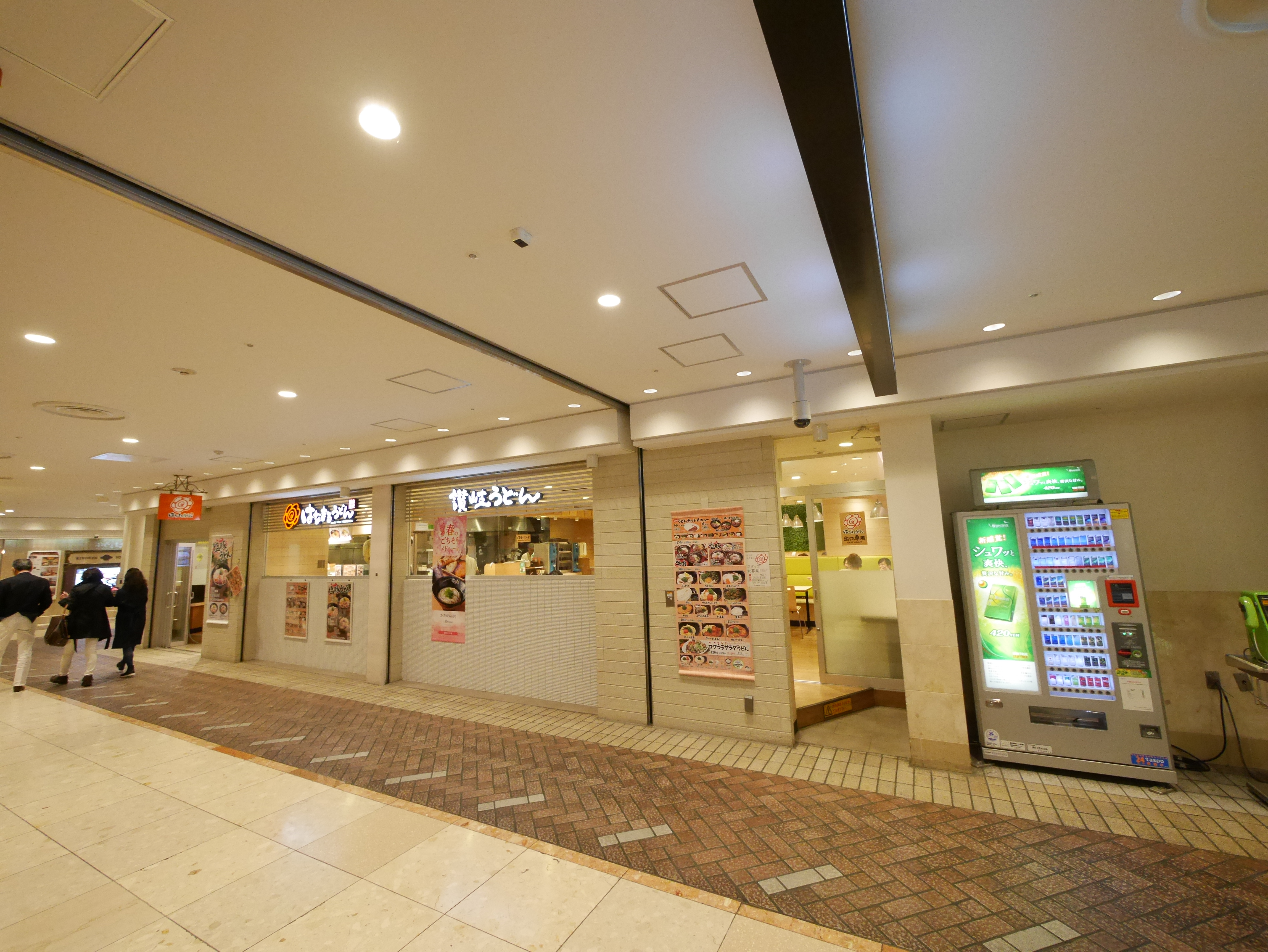
横浜ポルタ店（横浜市） 地下街の店舗。
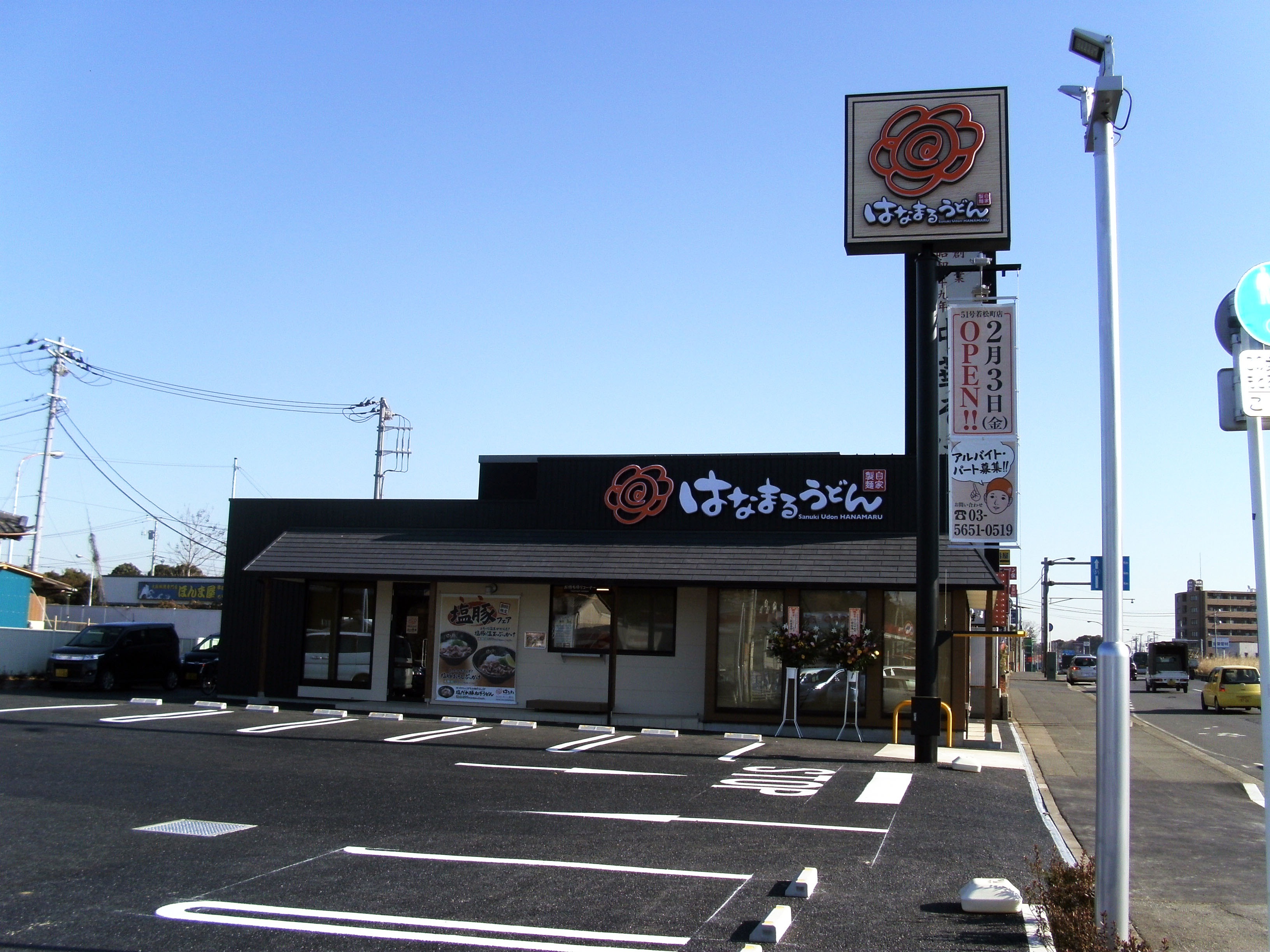
51号若松町店（千葉市若葉区若松町、閉店済）[30] 郊外型ロードサイド店舗の例。
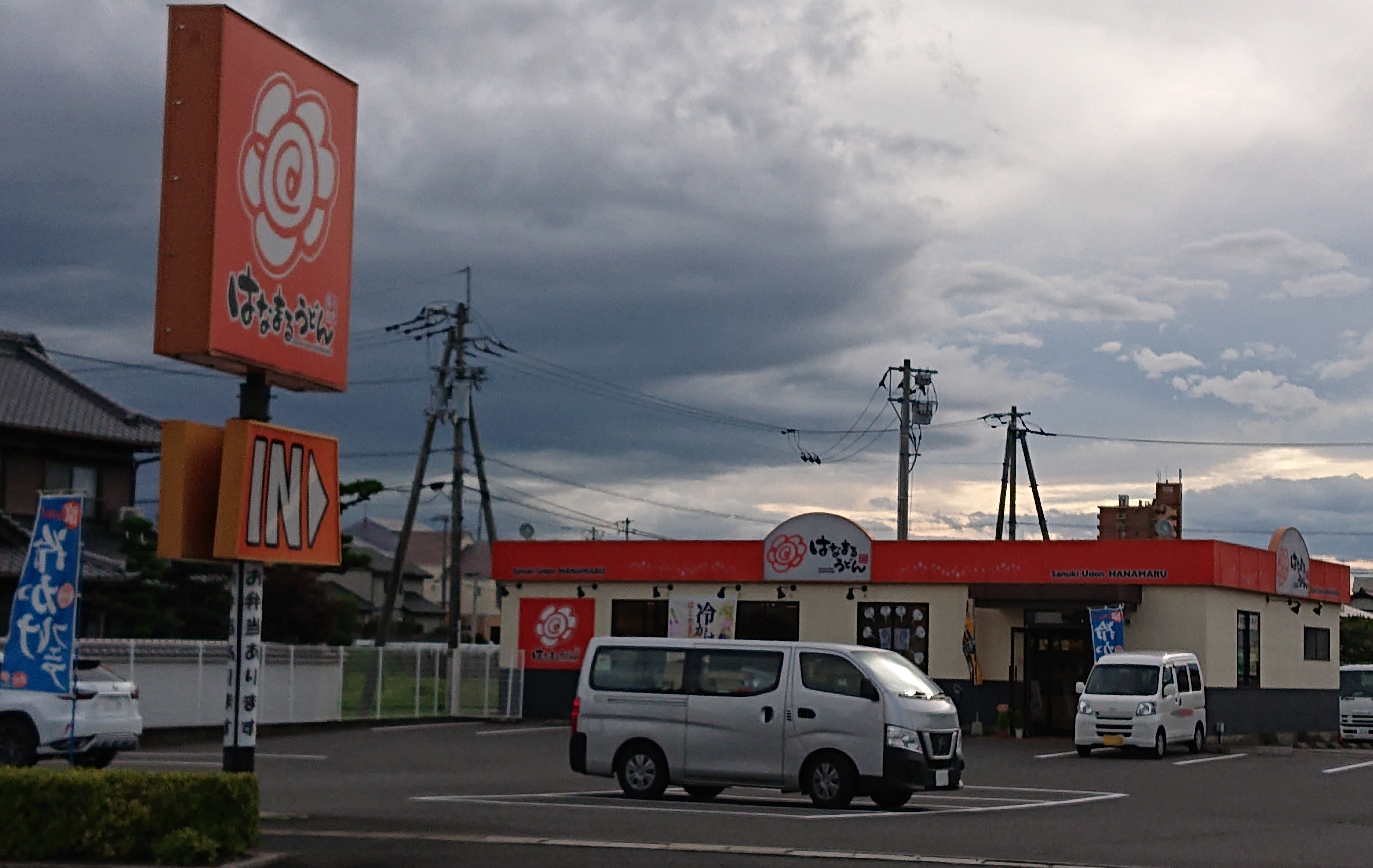
高松中央IC店（高松市木太町9区） 高松中央IC出口の至近にある。
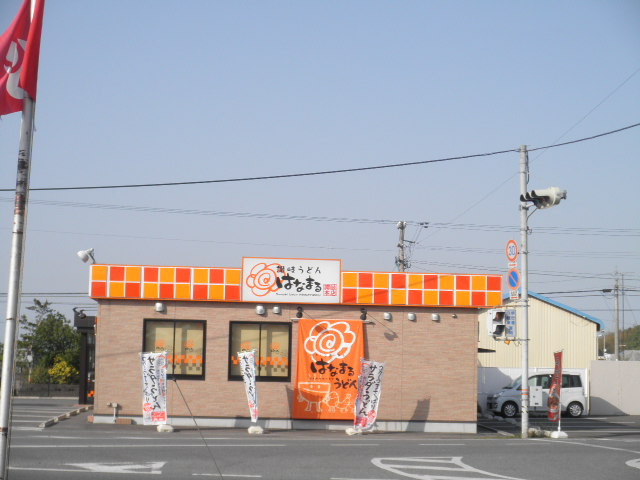
徳島羽ノ浦店（阿南市羽ノ浦町） 吉野家HD傘下となる前の旧塗装。現行塗装に塗り替えられた。
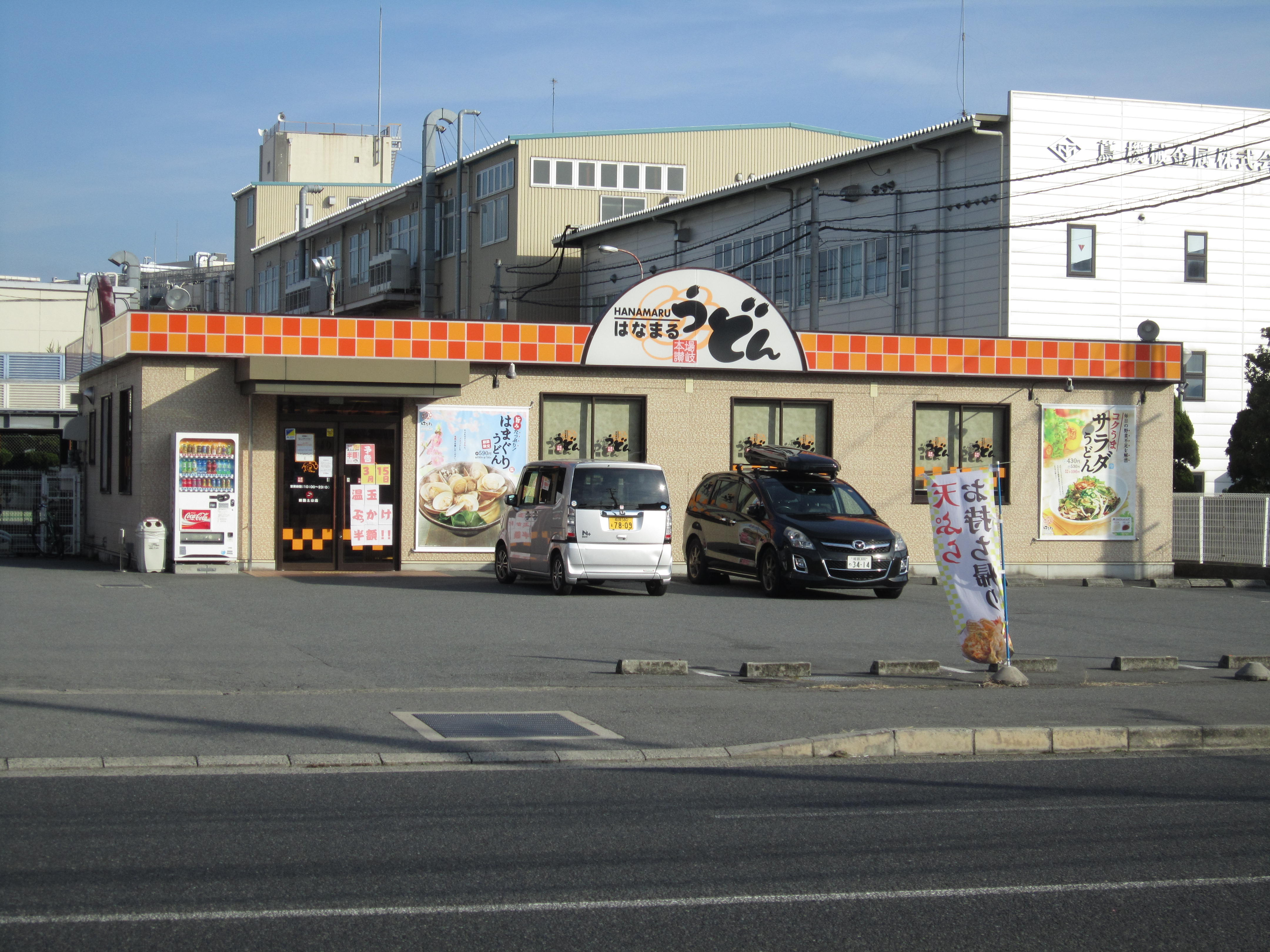
姫路土山店（姫路市） 最初期の店舗デザインの一例。現行塗装に塗り替えられた。

### メニューギャラリー

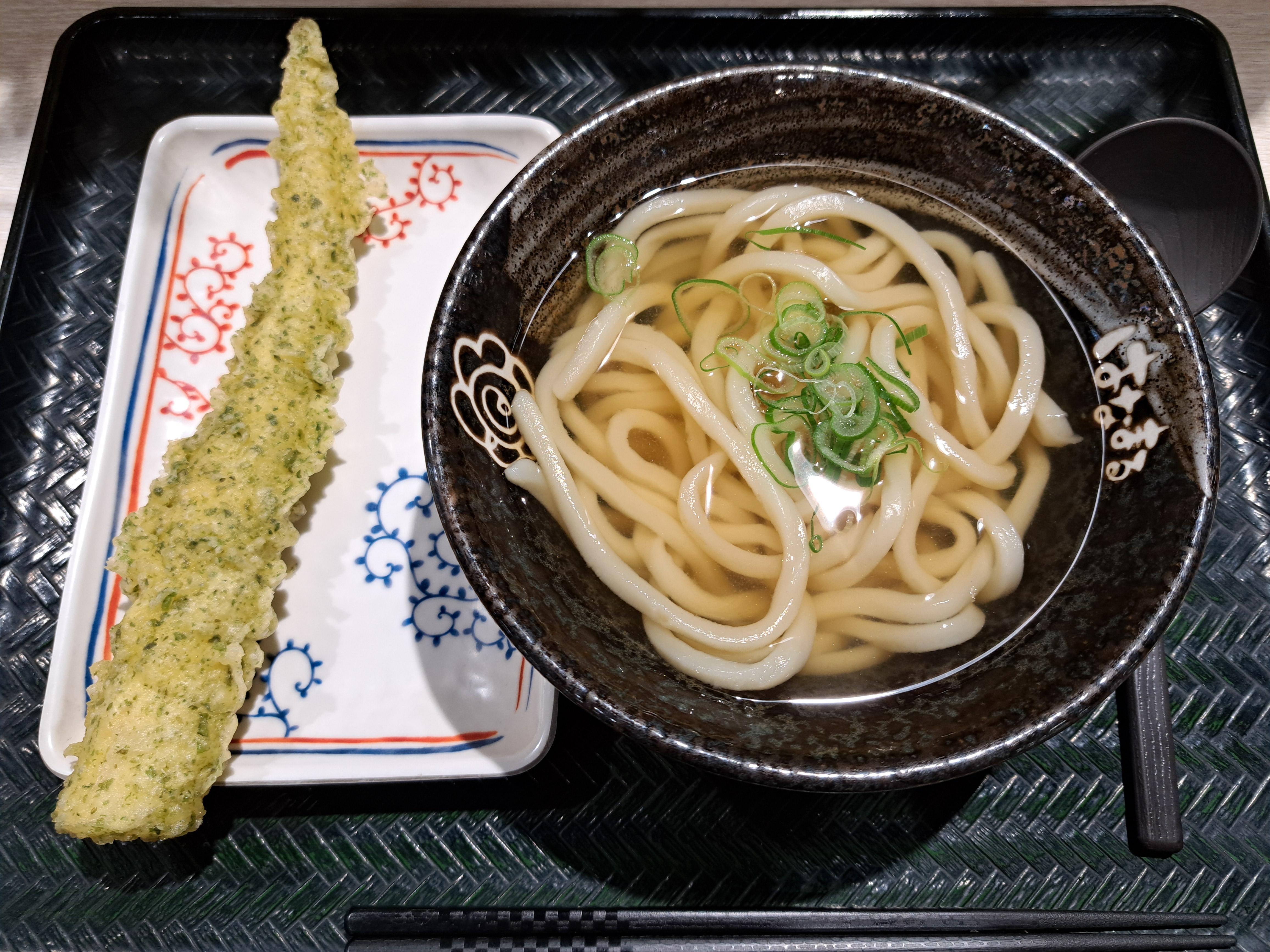
細筍天(左)とかけうどんの小(右)
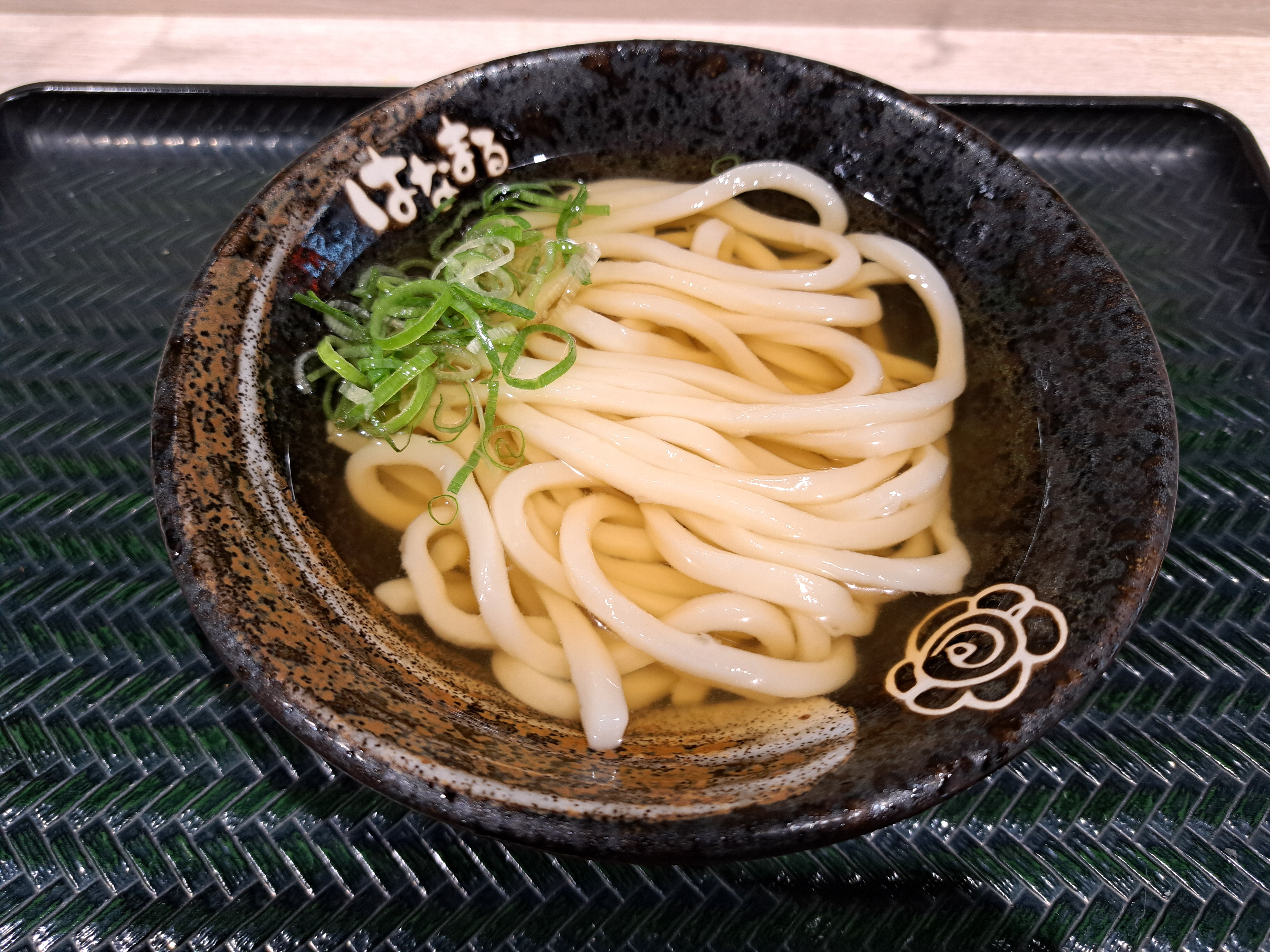
夏季限定メニューの冷かけうどんの小
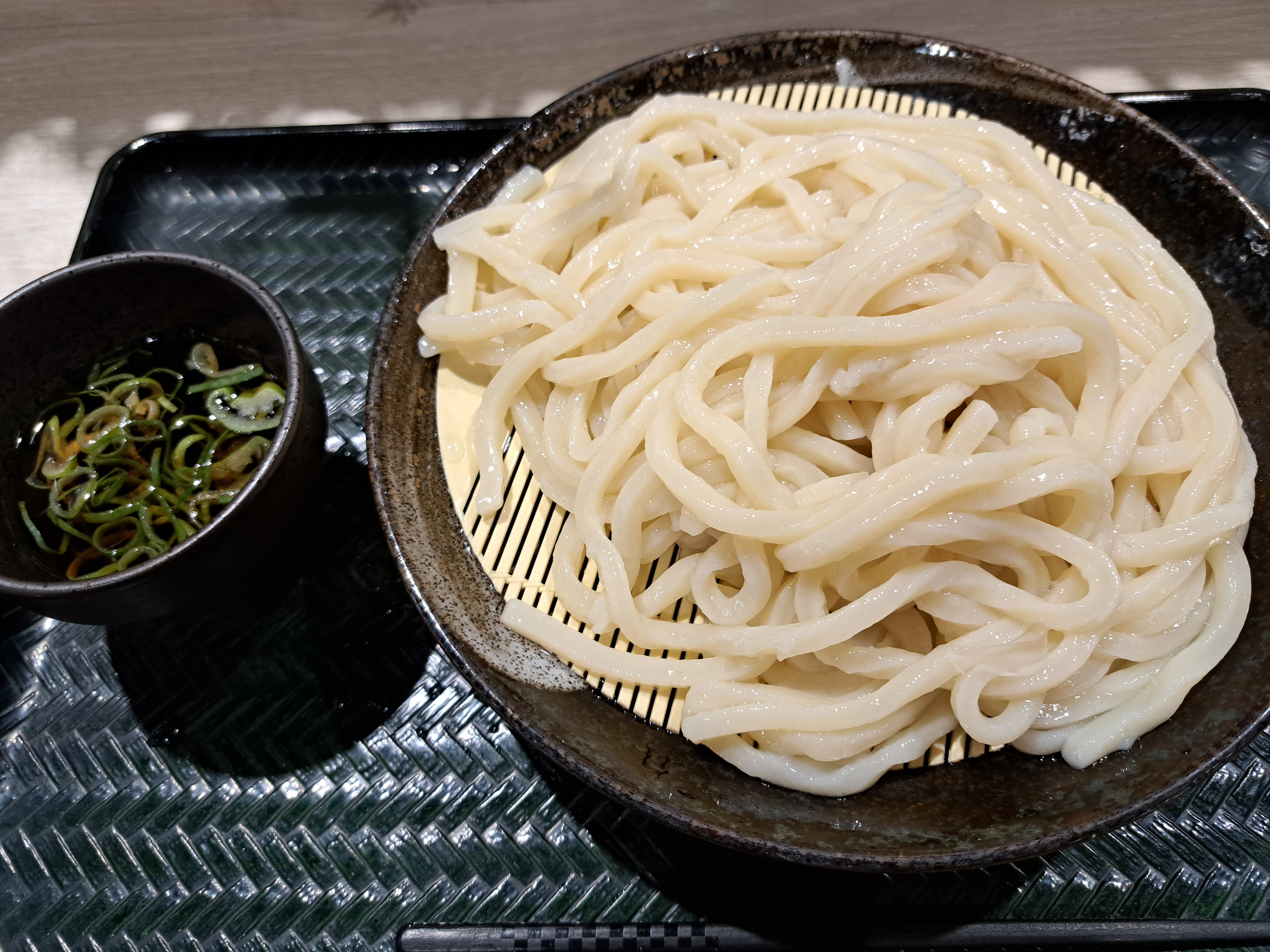
ざるうどんの中
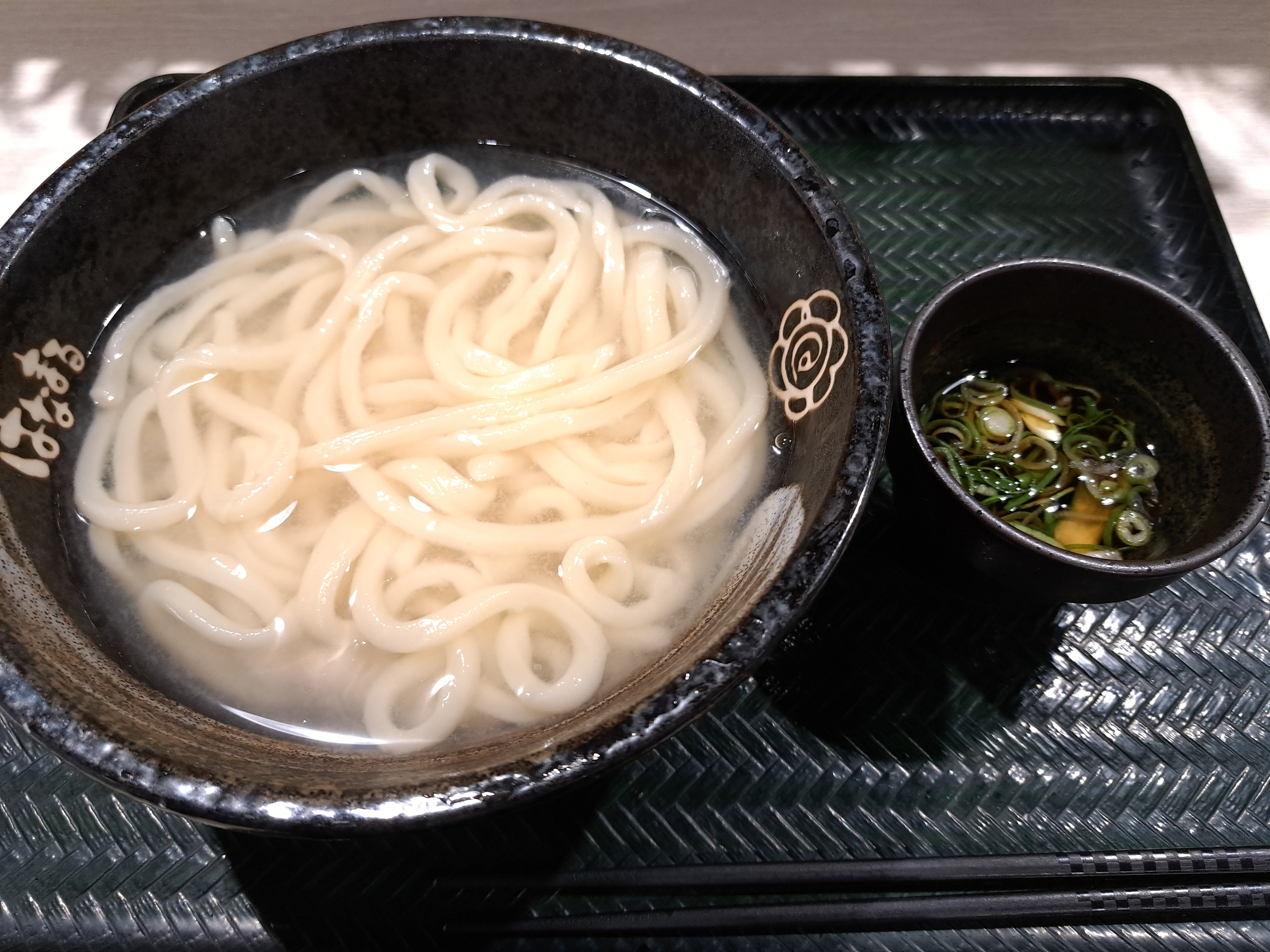
釜揚げうどんの中
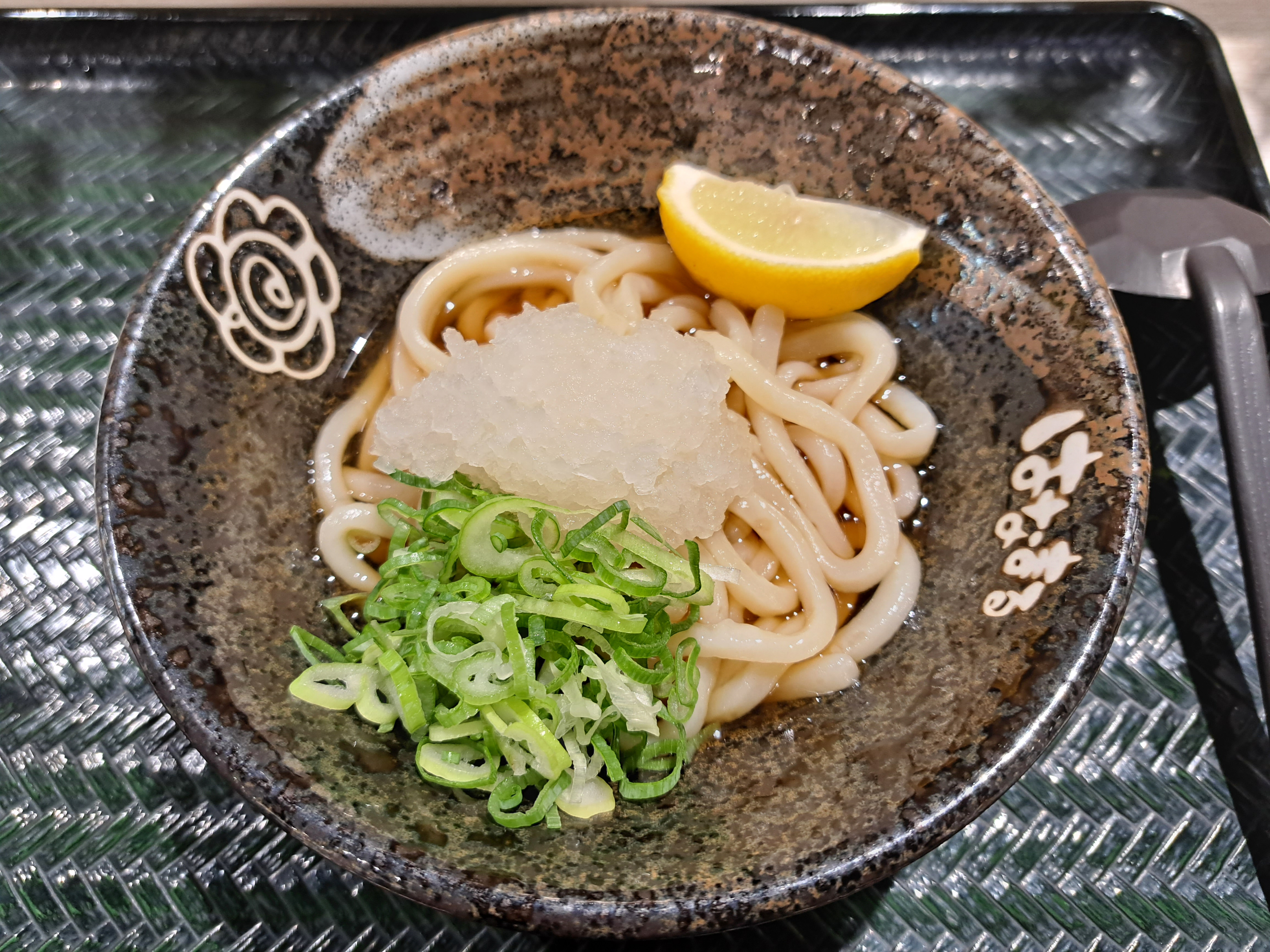
おろしぶっかけうどん(温・小)
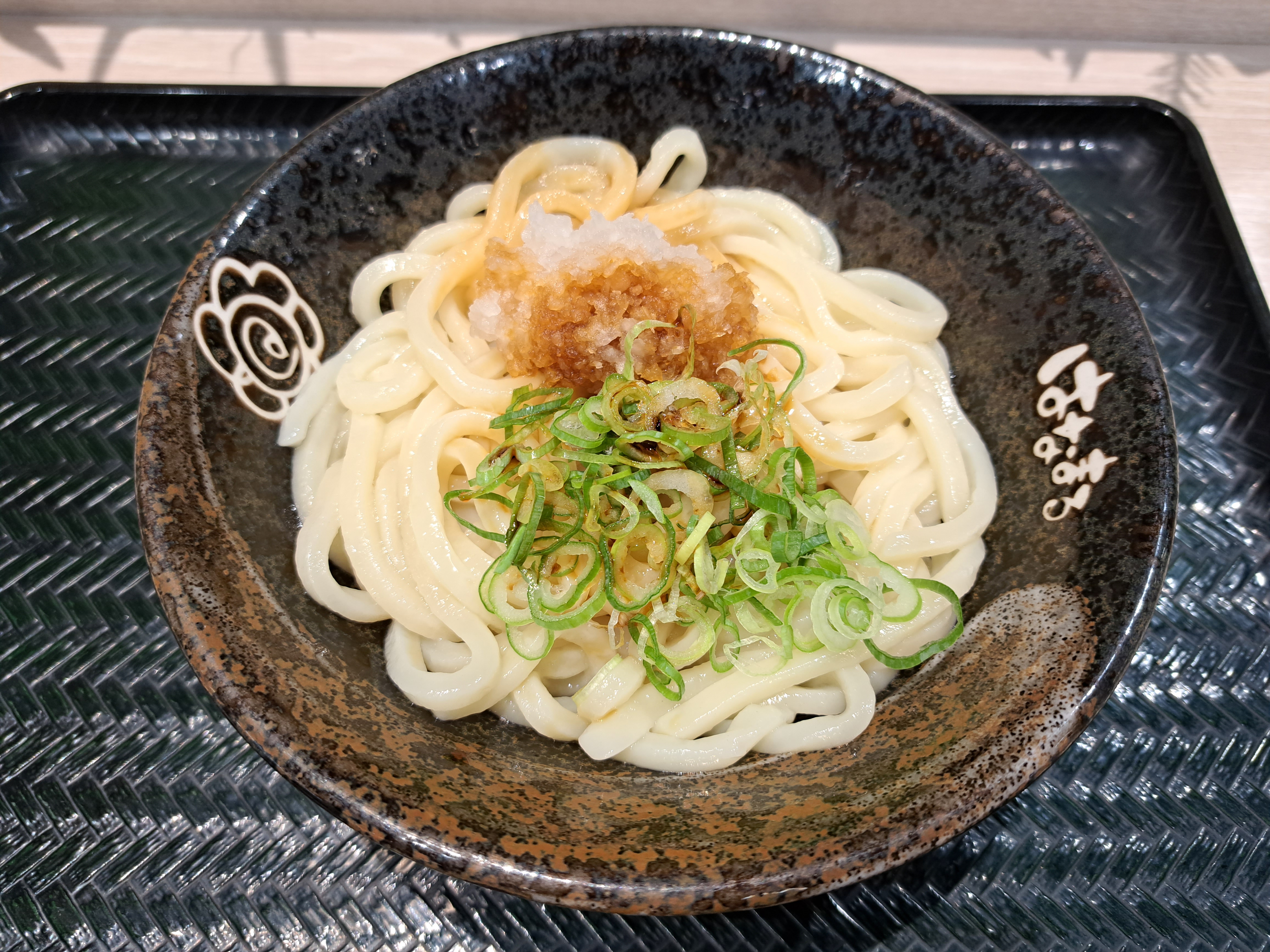
おろし醤油うどん(温・中)
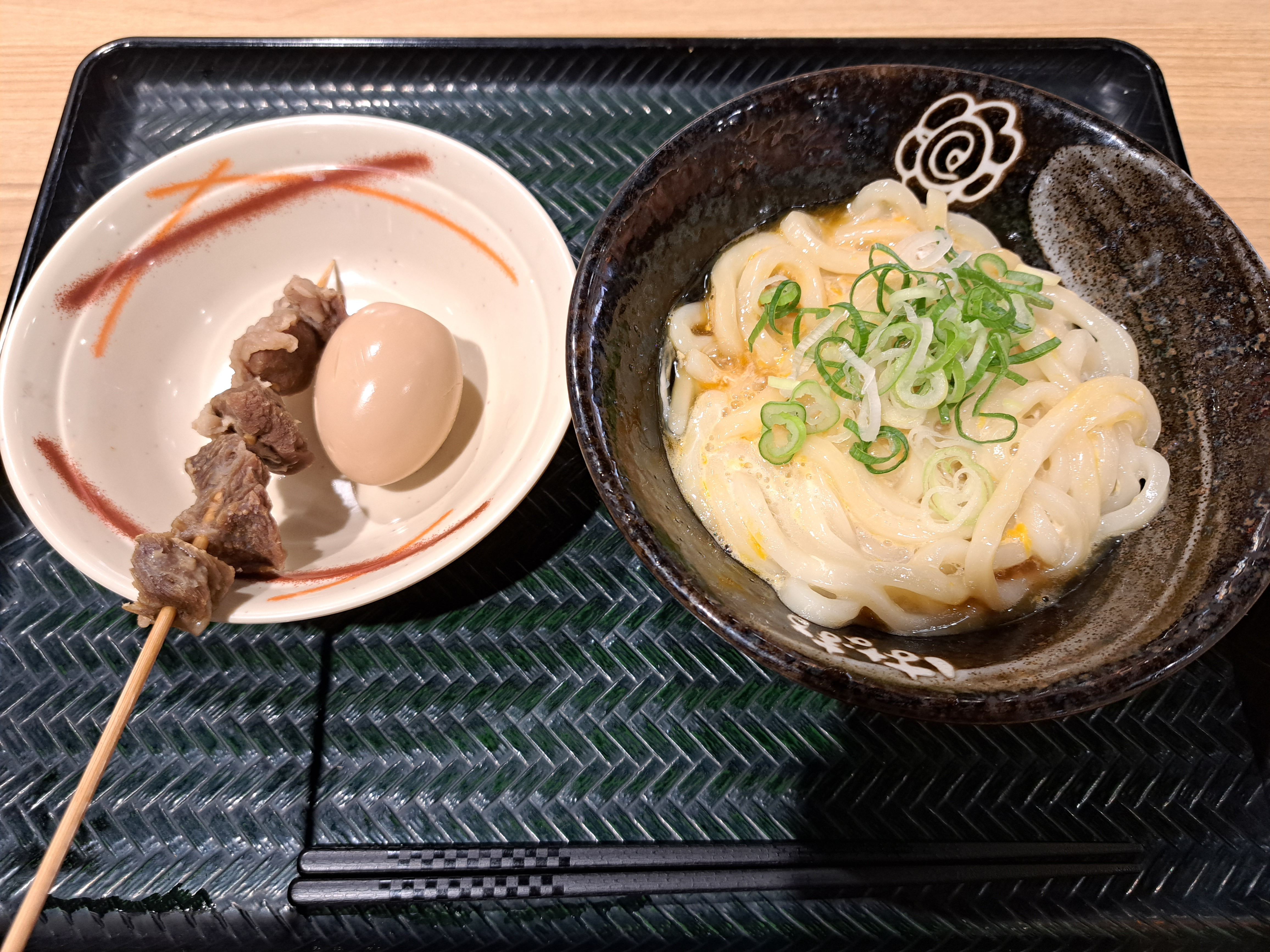
左はおでんメニューの牛すじと玉子、右は釜玉うどんの小
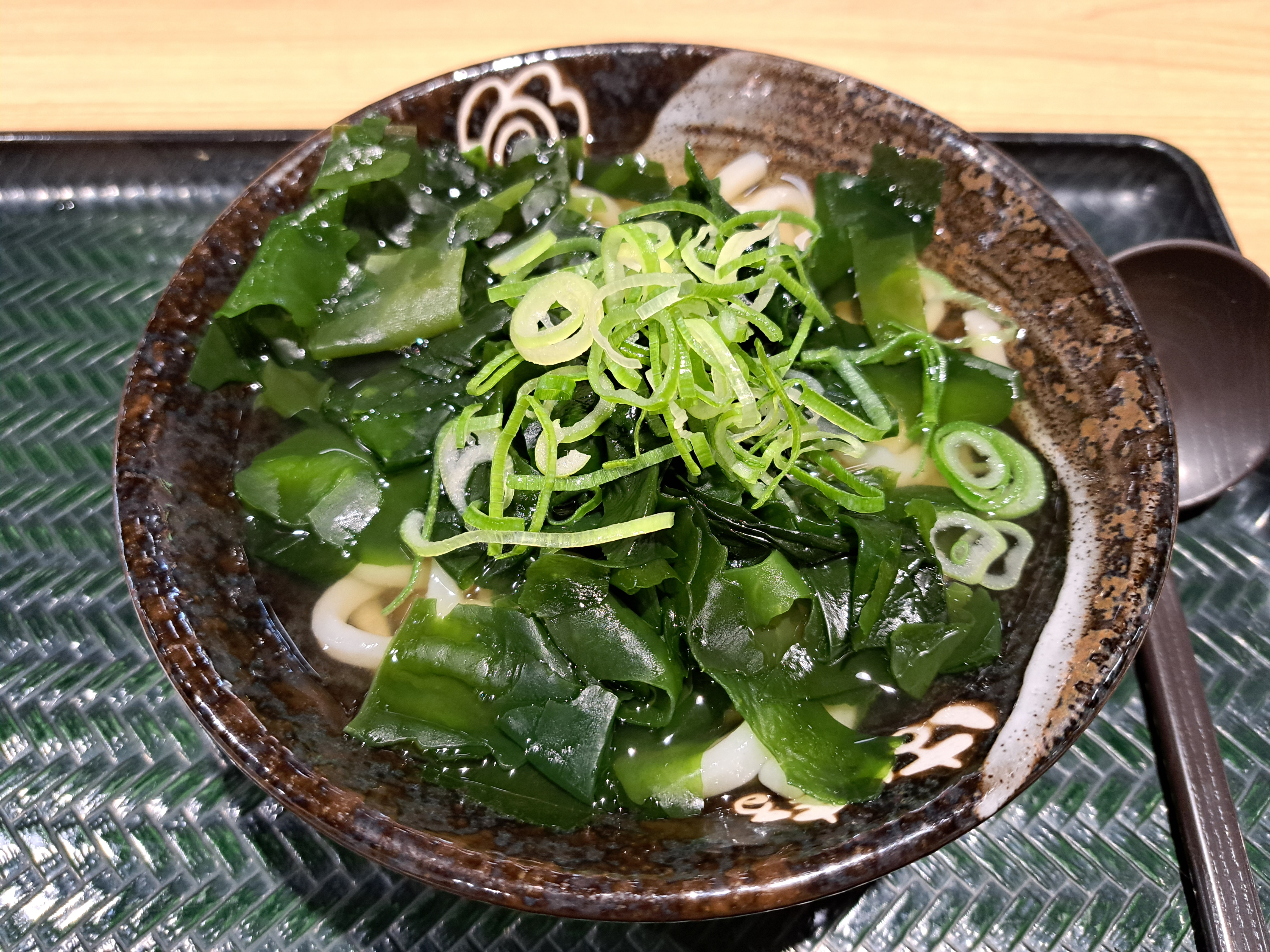
わかめうどんの中
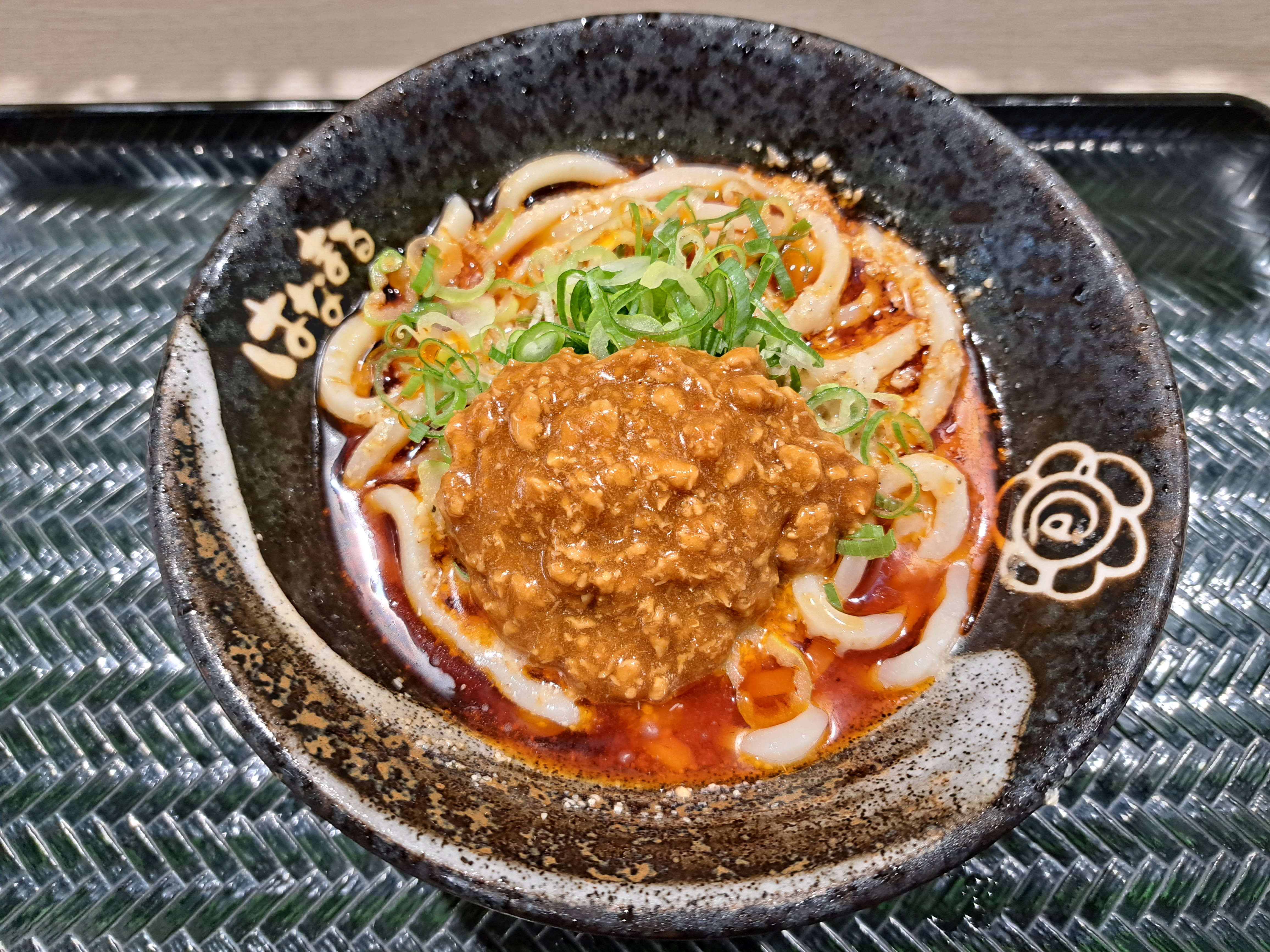
白ごま担々うどんの小
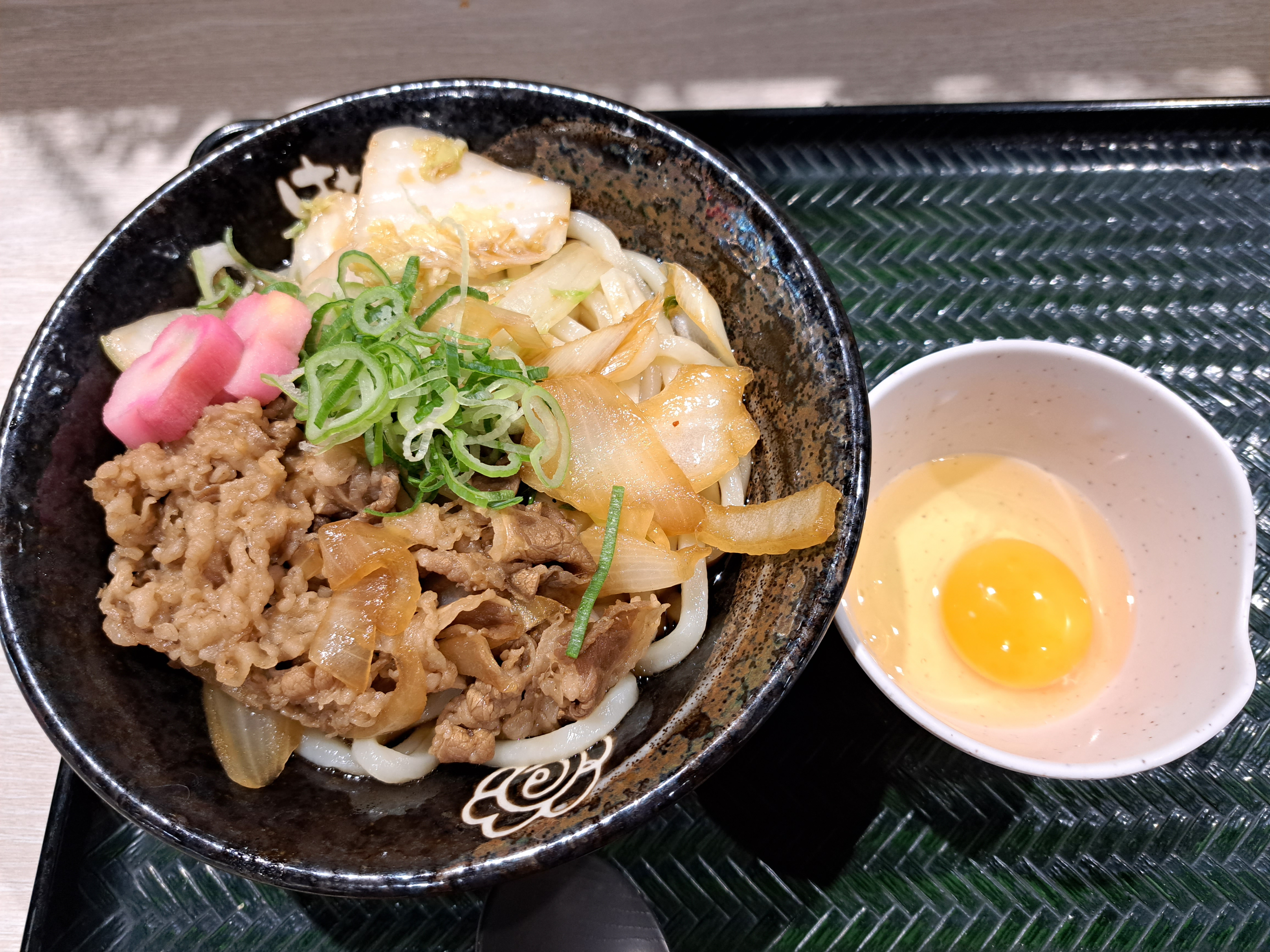
牛すきぶっかけうどんの小、右の生卵は自分で割る形式
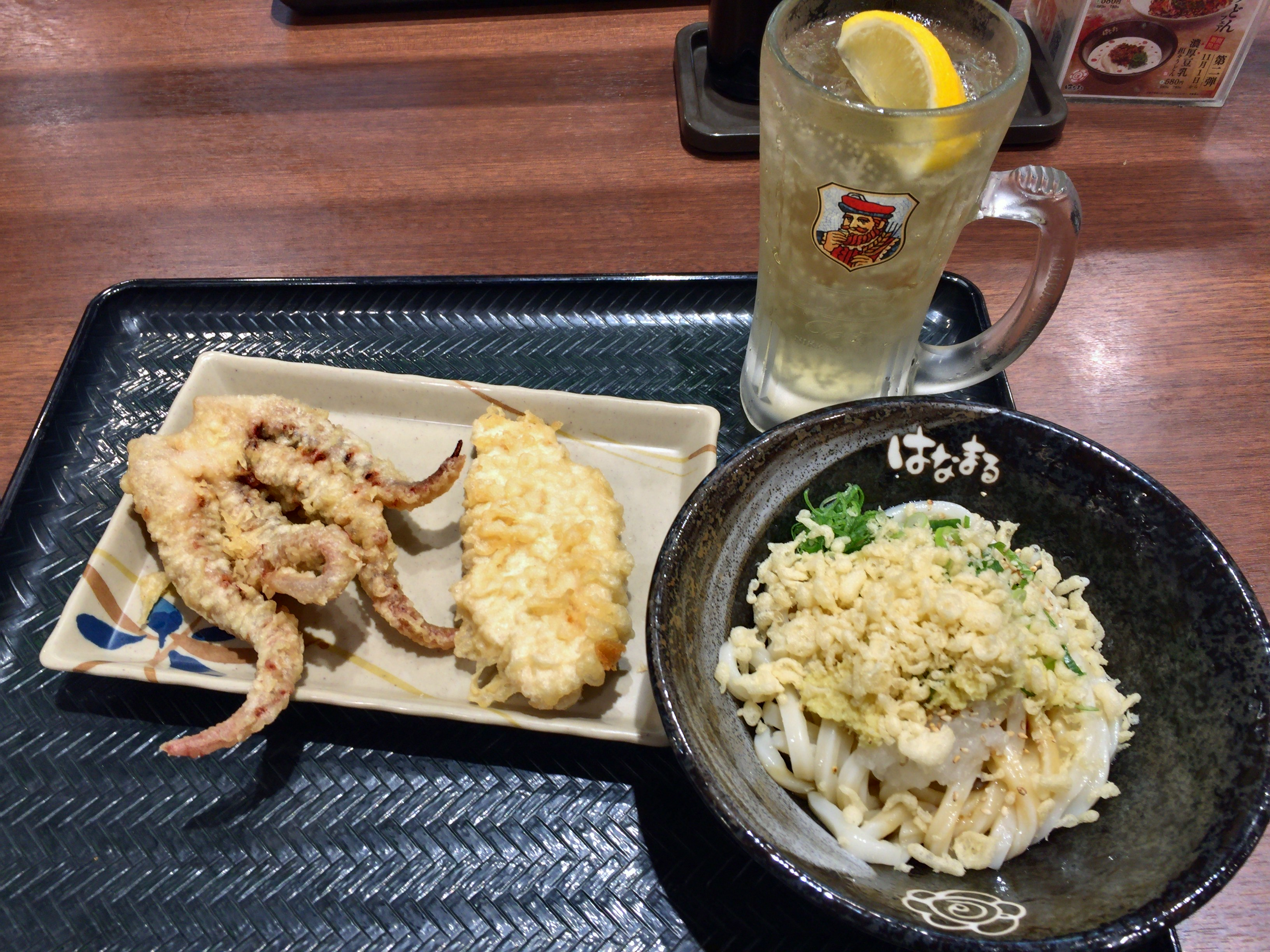
右奥はハイボール、手前は左からゲソ天、とり天、天かすをセルフで乗せたおろし醤油うどんの小
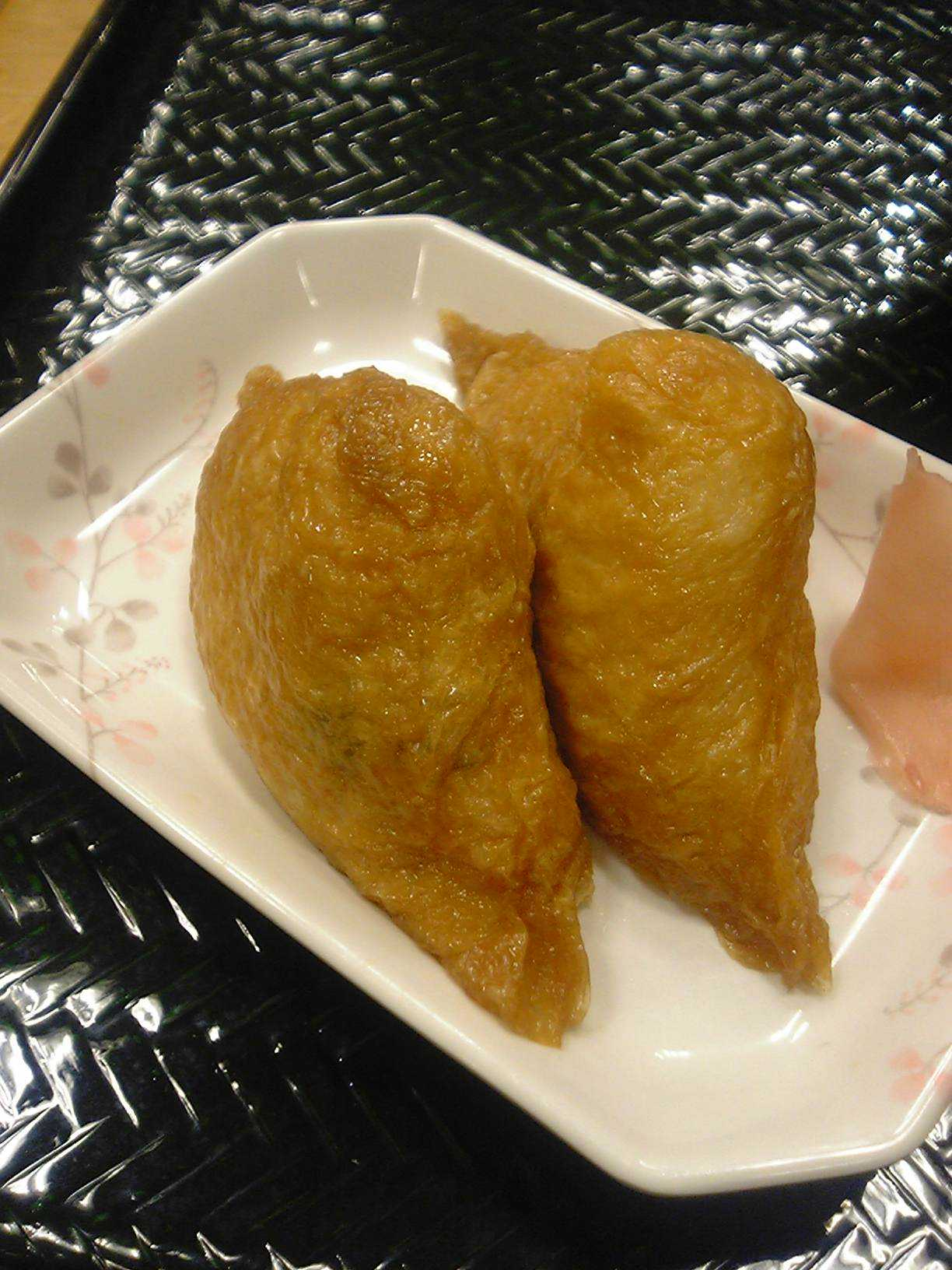
いなり寿司
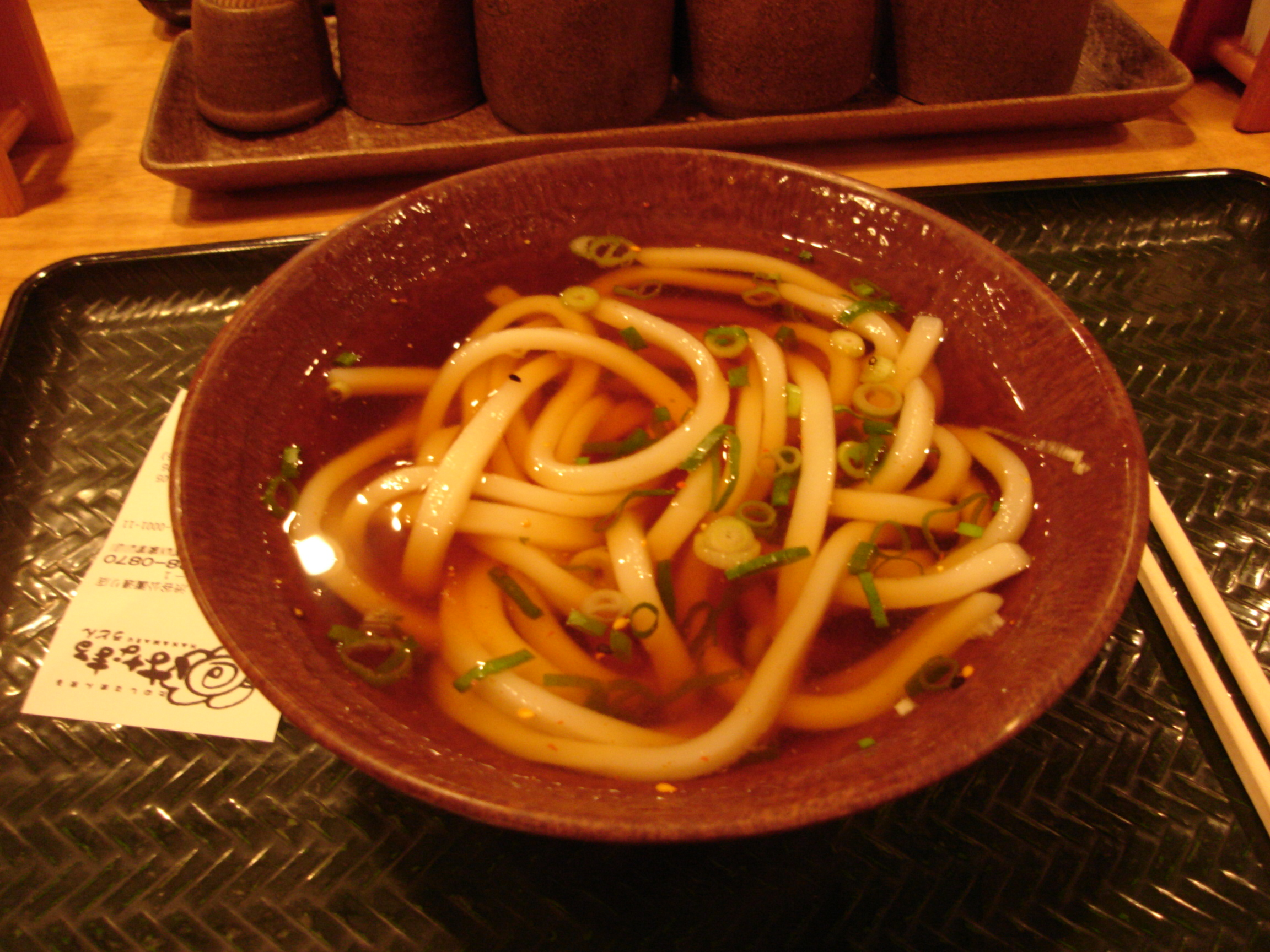
かけうどん
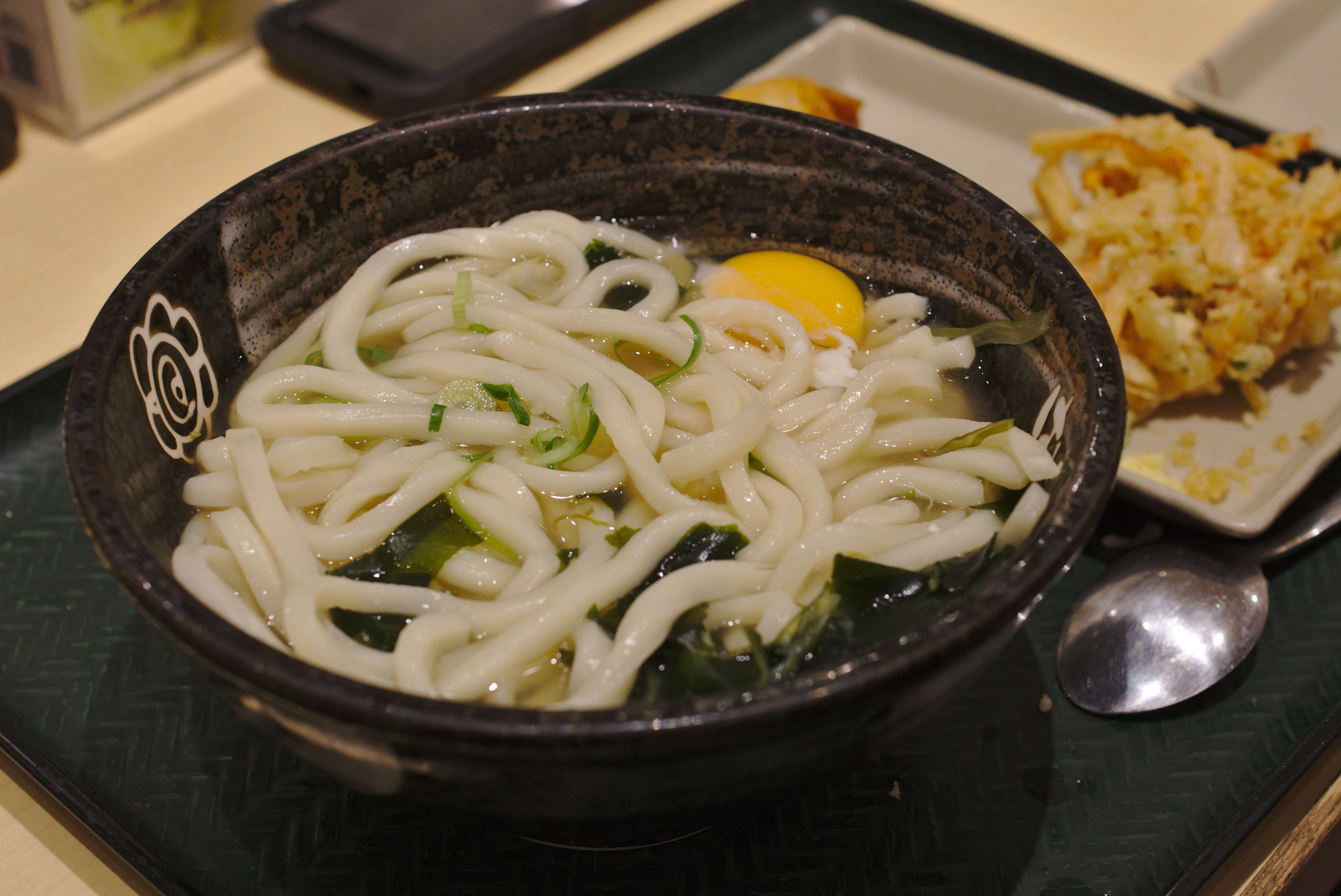
月見うどんとかき揚げ(右端)

## 株式公開延期
2003年に東京証券取引所への株式上場を予定していたが、直前に会社側からの申請により上場延期となり、そのまま現在に至るまで株式公開を行っていない。その後の吉野家ディー・アンド・シーとの資本提携と上場延期が関係あったかどうかを含めて、延期の明確な理由は公表されていない。
『週刊新潮』に、創業者で当時の社長であった前田英仁が豊田商事事件を起こした豊田商事の元幹部社員であったことが外部から指摘され、この点が東証に提出していた目論見書に記載されていなかったことから、東証から延期されたとする記事が掲載された。

## 関連する著名人
- ヴァンダレイ・シウバ（総合格闘家）- 彼の好きな日本食として挙げている[32][33]。来日時に必ず訪れていたことが縁でイメージキャラクターに選ばれ[要出典]、2005年12月に渋谷公園通り店限定の「一生無料券」を当時のはなまる社長・前田英仁から贈呈された[34]。シウバが訪れる時の定番は牛肉うどんに海老天5本を乗せたものであるが[33][32]、2005年12月29日から2006年1月15日までの期間限定で、牛肉うどんに海老天3本を乗せた「シウバうどん」が販売された[34][32]。
- ナイツ・やまもとまさみ - ナイツの冠番組『ナイツのHIT商品会議室』で、2011年10月から11月放送分にかけて当社の新メニューを考案。ナイツとやまもとが考案した「かま玉」を同年11月21日より販売した。